# Aktionsgemeinschaft Soziale Marktwirtschaft

Logo der Aktionsgemeinschaft Soziale Marktwirtschaft e. V.

Die Aktionsgemeinschaft Soziale Marktwirtschaft e. V. (ASM) ist ein 1953 gegründeter gemeinnütziger Verein mit Sitz in Tübingen. Aufgabe der ASM ist laut Eigendarstellung, die Soziale Marktwirtschaft zu fördern. Mit ihrer Arbeit wendet sich die Aktionsgemeinschaft an die Wissenschaft, aber auch an die interessierte Öffentlichkeit.

## Ziele
Die Aktionsgemeinschaft hat es sich laut eigenen Angaben zum Ziel gesetzt, zur Weiterbildung in Fragen wirtschafts- und gesellschaftspolitischer Zusammenhänge beizutragen. Ein besonderer Schwerpunkt der Arbeit sei die ökonomische Bildung. Die Aktionsgemeinschaft kooperiert mit anderen ordnungsökonomisch ausgerichteten Denkfabriken, so mit der Ludwig-Erhard-Stiftung, der Hanns Martin Schleyer-Stiftung, dem Walter Eucken Institut und mit NOUS – Netzwerk für Ordnungsökonomik und Sozialphilosophie. Laut dem Sozialwissenschaftler Ralf Ptak wurde die Aktionsgemeinschaft unter der Leitung von Alexander Rüstow eine wichtige Institution für den Transfer ordoliberaler Ideen in den politischen Raum, um so eine breitere Öffentlichkeit auch über den rein wissenschaftlichen Bereich hinaus zu erreichen und zu beeinflussen. Der Politikwissenschaftler Elmar Altvater sah darin ein Instrument zur Propagierung der Marktwirtschaft. Allerdings zielte die Institution mit ihrem elitär-intellektuellen Habitus eher auf bürgerlich-akademisches Publikum, als dass sie eine Strategie wirksamer Massenbeeinflussung erreichte. Die Sozialforscher Dieter Plehwe und Bernhard Walpen sehen die Aktionsgemeinschaft als Denkfabrik in direkter Beziehung zu der Mont Pèlerin Society.

## Geschichte
Der Verein wurde am 23. Januar 1953 von dem Ökonomen Otto Lautenbach in Heidelberg gegründet. Lautenbach war zuvor Leiter des Freiwirtschaftsbundes, kam jedoch nach dem Krieg zu der Überzeugung, dass nicht der Zins das Hauptproblem sei, wie dies vom Sozialreformer Silvio Gesell gesehen wurde, sondern dass eine immer stärker ausufernde Staatstätigkeit im Kollektivismus und einem totalen Staat enden müsse. Daher überwarf er sich mit den Freiwirtschaftlern und trat zusammen mit mehreren Anhängern aus dem Freiwirtschaftsbund aus. Die Frankfurter Allgemeine Zeitung verglich die Funktion der ASM 1953 mit der eines Wachhundes, der dann anfangen soll laut zu bellen, wenn es „wirtschaftlich vielleicht einmal zu langsam vorwärts – oder in eine nicht ganz unbedenkliche Richtung“ geht. Die ASM galt als „inoffizielles Sprachrohr“ der Wirtschaftspolitik der Bundesregierung und engagierte sich vor allem in Zeiten des Wahlkampfes für die Politik Ludwig Erhards. Eine zentrale Plattform in diesen Jahren waren die Arbeitstagungen, an denen Denker und Praktiker der Sozialen Marktwirtschaft wie Ludwig Erhard, Wilhelm Röpke, Alfred Müller-Armack, Franz Böhm, Günter Schmölders und Karl Schiller teilnahmen. Wolfgang Frickhöffer übernahm 1961 das Amt des Vorsitzenden der Aktionsgemeinschaft von Alexander Rüstow, der zum Ehrenvorsitzenden ernannt wurde. Joachim Starbatty wurde im November 1991 zum neuen Vorsitzenden gewählt. Die Geschäftsstelle wurde 1993 von Heidelberg nach Tübingen verlegt. Im November 2014 schied Joachim Starbatty aus dem Vorstand der Aktionsgemeinschaft Soziale Marktwirtschaft aus, Nils Goldschmidt wurde sein Nachfolger. Auch vor dem Hintergrund des politischen Engagements von Starbatty für die AfD richtete sich die Aktionsgemeinschaft inhaltlich und personell neu aus. Starbatty gab 2018 die ihm durch den Verein verliehene Alexander-Rüstow-Plakette zurück und trat aus der Aktionsgemeinschaft aus. Er wollte damit seiner Abneigung gegen Angela Merkel Ausdruck verleihen, die in demselben Jahr die Auszeichnung erhalten hatte. Neben der Alexander-Rüstow-Plakette vergibt die Aktionsgemeinschaft die Alfred-Müller-Armack Verdienstmedaille.

## Organisation
Vorsitzender  ist Nils Goldschmidt. Weitere Mitglieder des Vorstands sind Claus Dierksmeier, Rolf Hasse, Karen Horn, Thomas Köster und Winfried Kreis. Die Geschäftsführerin ist Ute Friederich. Dem wissenschaftlichen Beirat gehören u. a. Lars Feld, Otmar Issing, Jan-Otmar Hesse, Stefan Kolev, Martin Nettesheim, Jürgen Stark und Christian Waldhoff an.

## Alexander-Rüstow-Plakette
Der Verein verleiht seit 1964 die Alexander-Rüstow-Plakette an Persönlichkeiten, die sich um die Stärkung und Weiterentwicklung der sozialen Marktwirtschaft verdient gemacht haben. Zu den Preisträgern zählen:
| - 1964: Wilhelm Blum - 1967: Ludwig Erhard - 1968: Hans Otto Wesemann - 1969: Ernst Schneider, Karl Blessing - 1970: Franz Böhm - 1971: Albrecht Düren - 1972: Eberhard Günther - 1973: Karl Schiller - 1974: Gerd Bucerius, Hans Friderichs - 1975: Thorwald Risler, Paul Schnitker - 1976: Alfred Müller-Armack - 1978: Elisabeth Noelle-Neumann, Wolfgang Frickhoeffer - 1982: Hans-Dietrich Genscher - 1986: Otto Graf Lambsdorff | - 1987: Karl Darscheid - 1992: Hans D. Barbier, Tyll Necker, Otto Schlecht - 1994: Helmut Schlesinger - 1996: Wolfgang Kartte - 1998: Michael Otto - 2000: Erich Lange, Dieter Spiess - 2001: Kurt Biedenkopf - 2004: Bernhard Vogel, Hans Willgerodt - 2007: Berthold Leibinger - 2011: Horst Köhler - 2013: Paul Kirchhof - 2015: Reinhard Kardinal Marx - 2018: Angela Merkel - 2021: Jeffrey D. Sachs |

## Alfred Müller-Armack Verdienstmedaille
Seit 2016 verleiht die Aktionsgemeinschaft eine Verdienstmedaille in Erinnerung an Alfred Müller-Armack. Zu den Preisträgern zählen:
| - 2016: Franz Schoser - 2018: Walter Oswalt, Rolf H. Hasse - 2022: Ortwin Guhl, Karen Horn - 2023: Jürgen Stark |